# Кофе де олья
Кофе де олья (исп. Café de olla, «кофе в горшке») — кофейный напиток, популярный в Мексике.

## Описание
Приготовление кофе де олья включает в себя ароматизацию его корицей и панелой — нерафинированным брикетированным тростниковым сахаром, иногда также гвоздикой, горьким шоколадом, анисом, перцем табаско и апельсиновой или лимонной цедрой. Кофе де олья традиционно готовится в глиняном горшке, отсюда и его название, и подается в глиняных чашках особой формы. 
Кофе де олья особенно популярен в сельских районах центральной и южной части Мексики, хотя его также легко найти в крупных городах. Жители Мексики пьют его круглый год, но чаще всего зимой. Алкогольная версия (с ликёром Калуа или аналогичными) называется карахильо.

## История
Кофе прибыл в Мексику из Африки в восемнадцатом веке через порт Веракрус. Считается, что кофе де олья возник во время Мексиканской революции (1910-1917), когда солдаты революционной армии смешали кофе с корицей и панелой. Позже к получившемуся напитку были добавлены другие специи, такие как гвоздика, анис и шоколад.
Иногда ошибочно утверждается, что кофе де олья имеет доиспанское происхождение, и что он существовал при дворе Монтесумы. Это невозможно, учитывая, что кофе привезли в Америку европейцы.

## Глиняная посуда и свинец
Глиняная посуда считается необходимой утварью для кофе де олья, так как считается, что глина определённым образом влияет на вкус кофе. Глиняная посуда для кофе де олья традиционна для центральной Мексики, и может быть найдена как на рынках, так и в супермаркетах.
Однако необходимо иметь в виду, что в некоторых случаях эта посуда может представлять угрозу здоровью. Это связано с тем, что в традиционных мексиканских глазурях для керамики нередко содержится значительная примесь свинца — вредного тяжёлого металла. Начиная с конца 1990-х годов США так и Евросоюз запретили ввоз мексиканской глиняной посуды из-за употребления свинцовых глазурей, однако в самой Мексике её производство по-прежнему никак не отрегулировано (по состоянию на 2020 год).